# Un bany propi
Un bany propi és una pel·lícula valenciana del 2023, dirigida per Lucía Casañ Rodríguez. Els protagonistes foren Nuria González, Carles Sanjaime, Amparo Báguena i Antonio Martínez. Fou estrenada en l'edició 2023 de DocsValència, i va rebre una ajuda a la producció de l'IVC.
El 2024, la pel·lícula va competir en la secció Golden Goblet Awards del Festival Internacional de Cinema de Shanghai.